# Cloroformo
El triclorometano, cloroformo (nombre aceptado por la IUPAC) o tricloruro de metilo es un compuesto químico de fórmula química CHCl3. Puede obtenerse por cloración como derivado del metano o del alcohol etílico o, más habitualmente en la industria farmacéutica, utilizando hierro y ácido sobre tetracloruro de carbono.
A temperatura ambiente, es un líquido volátil, no inflamable, incoloro, de olor penetrante, dulzón y cítrico, descrito por Samuel Guthrie como "de delicioso sabor".
Se descompone lentamente por acción combinada del oxígeno y la luz solar, transformándose en fosgeno (COCl2) y cloruro de hidrógeno (HCl) según la siguiente ecuación:
2 CHCl3 + O2 → 2 COCl2 + 2 HCl
Por lo cual se aconseja conservarlo en botellas de vidrio color ámbar y lejos de la luz.

## Historia
El cloroformo fue sintetizado de forma independiente por dos grupos en 1831: Liebig llevó a cabo la hidrólisis alcalina del cloral, mientras que Soubeirain obtuvo el compuesto por la acción de blanqueador de cloro (hipoclorito de sodio) tanto sobre el etanol como sobre la acetona. En 1835, Dumas preparó la sustancia mediante la hidrólisis alcalina del ácido tricloroacético. Regnault preparó cloroformo por cloración de monoclorometano. En la década de 1850, el cloroformo se producía comercialmente mediante el procedimiento de Liebig, que conservó su importancia hasta la década de 1960. Hoy en día, el cloroformo —junto con el diclorometano— se prepara exclusivamente y de forma masiva mediante la cloración del metano y el monoclorometano.

## Aplicaciones

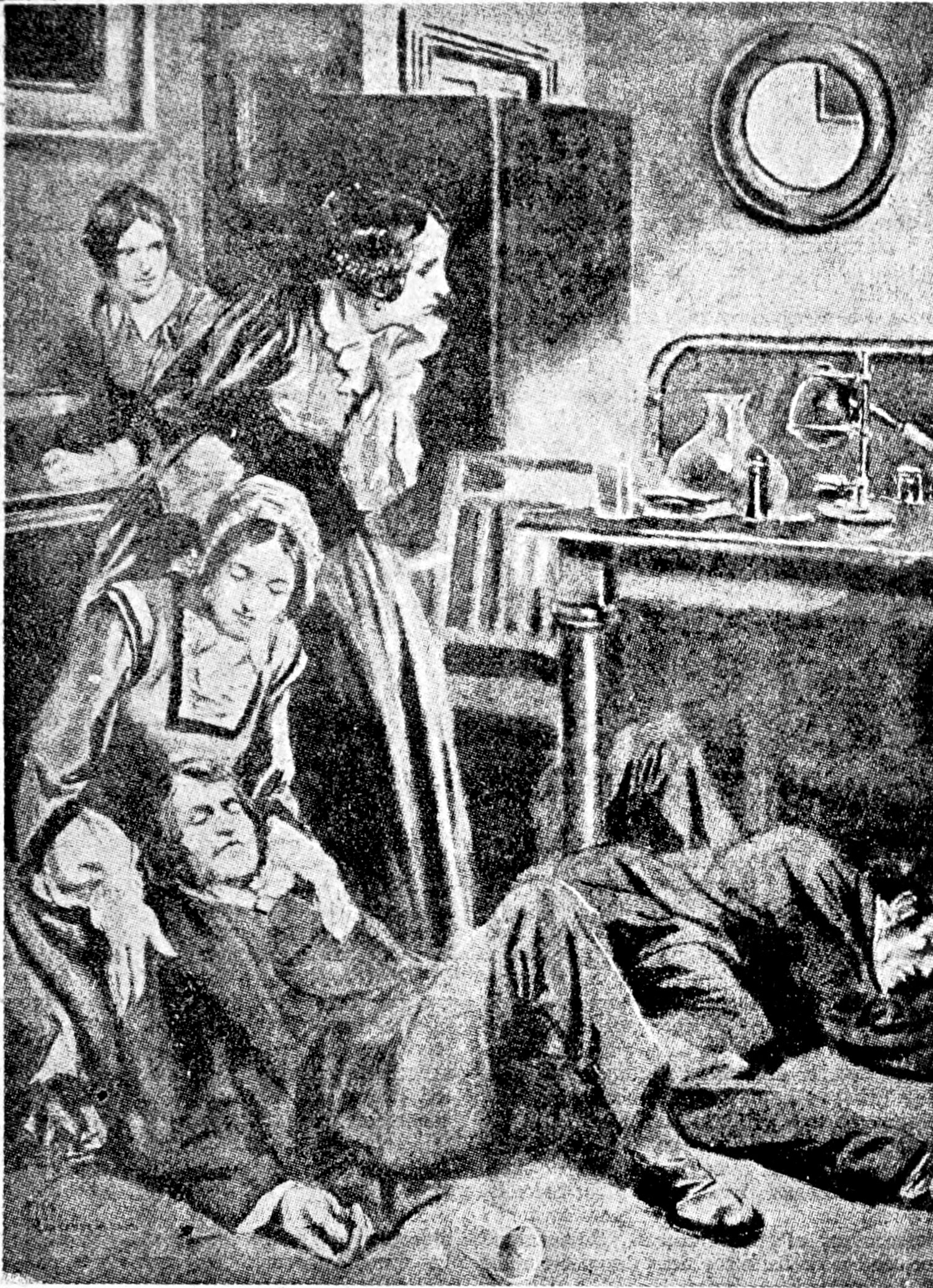
Ilustración en la que se muestra a James Y. Simpson inconsciente al experimentar con cloroformo

El cloroformo es empleado habitualmente en tintorerías como disolvente de grasas en la limpieza en seco, en extintores de incendios, en la fabricación de colorantes, fumigantes, insecticidas y en general plaguicidas, etc.
El cloroformo se emplea como materia prima en la industria química. Por ejemplo, para la fabricación de fluorocarburos (que se utilizan como propelentes de aerosoles, refrigerantes y agentes de soplado), empleados como refrigerantes, resinas, plásticos, etc.
El cloroformo es un reactivo químico útil debido a la polarización de sus enlaces C-Cl, por lo que es una herramienta apreciada en síntesis orgánica, al proporcionar el grupo CCl2.
Se utiliza habitualmente como disolvente y desengrasante en muchos procesos industriales y en diversos laboratorios como aclarante  en el proceso de inclusión de tejidos y biopsias, actúa como líquido intermediario entre el alcohol absoluto y la parafina, cabe destacar que también se usa en este paso el Xilol en su lugar, ya que no deja residuos en la parafina, por el contrario, el cloroformo es difícil extraer completamente del tejido y al pasar a la inclusión en parafina quedan residuos que opacan la misma y la degradan, para disolver ácidos grasos de tejido a preparar, para poder ser procesado en la obtención de láminas histológicas tanto en anatomía normal como patológica; Siendo especialmente común el empleo de su derivado deuterado en los laboratorios de química orgánica y farmacéutica. No obstante, debido a la toxicidad del cloroformo, actualmente la tendencia es sustituir su uso en la medida de lo posible por cloruro de metileno (un haloalcano similar al cloroformo) y otros disolventes menos tóxicos.
Además, debido a que es usualmente estable y miscible con la mayoría de los compuestos orgánicos lipídicos y saponificables, es comúnmente utilizado como disolvente. Es también utilizado en biología molecular para varios procesos, como la extracción de ADN de lisados celulares. Asimismo, es usado en el proceso de fijación de muestras histológicas post mortem.
Debido a que interactúa con ciertos receptores del sistema nervioso, el cloroformo tiene las características de un depresor del sistema nervioso central y genera de suaves a severas alucinaciones psicodélicas en jóvenes y adultos. El cloroformo fue la primera sustancia a la que se asociaron propiedades anestésicas, siendo utilizado por primera vez como tal a finales de 1847, por el médico y obstetra escocés James Young Simpson y se popularizó a partir de 1853 al ser utilizado por John Snow para anestesiar a la reina Victoria de Inglaterra para el parto de su octavo hijo. Esto supuso grandes avances en cirugía, y fue empleado durante mucho tiempo como anestésico. No obstante, debido a su toxicidad y posible carcinogenicidad, hubo un cambio en el patrón de uso de este compuesto, y actualmente se ha reemplazado su uso por otros anestésicos más seguros.
Otras aplicaciones del cloroformo radican en su utilidad para la extracción y purificación de la penicilina y otros antibióticos. También para la purificación de diversos alcaloides, como disolvente de extracción de vitaminas y sabores.

## Toxicocinética

### Absorción
Se absorbe bien tanto por vía inhalatoria como por vía oral y dérmica.

### Metabolismo
El cloroformo es metabolizado por vías oxidativas y reductoras. En condiciones normales, el metabolismo oxidativo es la vía principal, y el metabolismo reductivo no juega un papel significativo. El cloroformo también se conjuga con ácido glucurónico (conjugación mercaptúrica).
El metabolismo del cloroformo es más rápido en ratones y en ratas que en los tejidos humanos (hígado y riñón), porque tienen un déficit en la actividad de la isoenzima CYP2E1, que es la enzima responsable del metabolismo del cloroformo.

#### Conversión a fosgeno
El principal metabolito del cloroformo es el dióxido de carbono (CO2), aunque también se pueden formar otros metabolitos por reacciones de oxidación, por ejemplo, el fosgeno, un cloruro de ácido muy reactivo. El fosgeno es extremadamente tóxico porque reacciona con muchas biomoléculas, produciendo la inactivación de sus funciones.
Hay que tener en cuenta que el fosgeno se puede formar por metabolismo dentro de los seres vivos, y también ex vivo, en presencia de dioxígeno atmosférico y a temperatura ambiente. Por ello, en muchas botellas comerciales de cloroformo frecuentemente se añaden pequeñas cantidades de etanol, con objeto de transformar las trazas de fosgeno que podrían formarse en carbonato de dietilo, OC(OCH2-CH3)2, que es inocuo.
Posteriormente, el fosgeno sufre una conjugación mercaptúrica, esto es, se conjuga con glutatión (antioxidante natural) mediante la acción de la enzima glutatión S-transferasa. Como consecuencia de esta reacción, aumentan los niveles de peróxido de hidrógeno (H2O2), un radical libre de oxígeno. El peróxido de hidrógeno, en presencia de hierro complejado (coordinado o quelado) (Fe2+) rinde la reacción de Fenton, en la que se producen más radicales libres de oxígeno: el anión hidroxilo (OH-) y el radical hidroxilo (OH·).

### Eliminación
La principal ruta de eliminación es el aire exhalado.

## Mecanismo de acción tóxico
El cloroformo puede producir la muerte celular por dos mecanismos bioquímicos:
- Alteración de la homeostasis del calcio: el cloroformo forma enlaces covalentes con la bomba Ca2+ ATPasa situada en la membrana plasmática y en la membrana de retículo endoplasmático liso. Esta bomba tiene como función almacenar calcio dentro del retículo endoplasmático, y expulsar calcio fuera del citosol. Por tanto, el cloroformo inhibe estas funciones, y como consecuencia, aumentan los niveles de calcio intracelulares.[15]
- Estrés oxidativo: el cloroformo está implicado en la hiperproducción de especies reactivas del oxígeno (ROS) y especies reactivas del nitrógeno (RON). Estas especies son generadas en el proceso de biotransformación del cloroformo en los seres vivos.[15]

## Efectos tóxicos

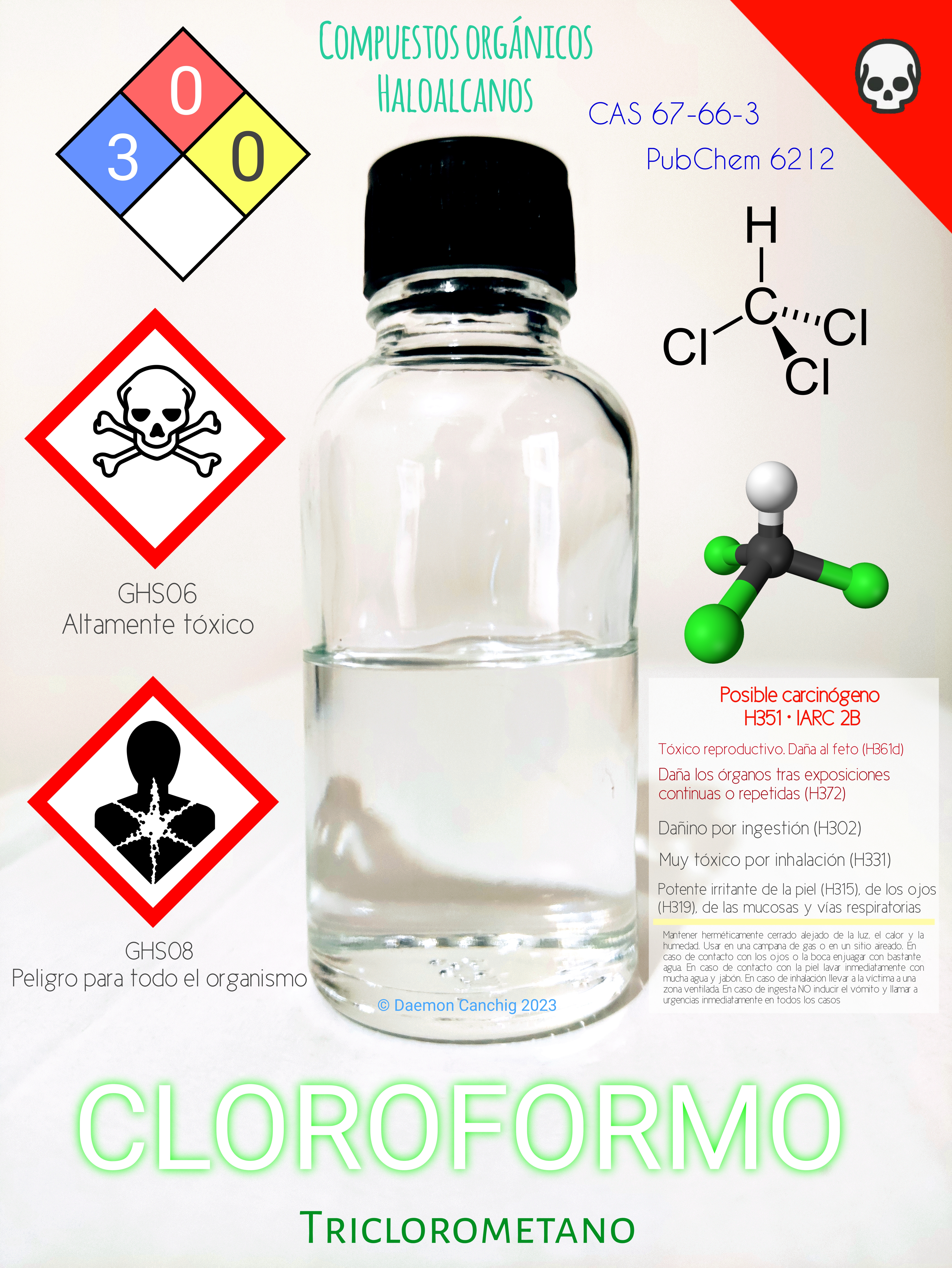
Etiqueta de seguridad.

### Agudos
El cloroformo es un agente altamente irritante en estado líquido, produce efectos irritantes en nariz, garganta, ojos y piel. No obstante, no se han descrito efectos irritantes en estado gaseoso.
En estudios de exposición a cloroformo por vía inhalatoria a corto plazo en animales de experimentación se han descrito depresión del SNC, dilatación de las pupilas de los ojos (midriasis), reducción a la reacción a la luz, y reducción de la presión intraocular.

### Crónicos
El cloroformo presenta una toxicidad de leve a moderada. La exposición crónica (a largo plazo) tiene efectos sobre el hígado (incluyendo hepatitis e ictericia), sobre el sistema nervioso central (como la depresión y la irritabilidad), y sobre los riñones.
Se ha probado la toxicidad del cloroformo durante el desarrollo de ratones y ratas mediante su administración por sonda nasogástrica y mediante inhalación. En varios estudios se ha observado la toxicidad fetal (acaudía, ano sin perforar, fisura palatina, costillas onduladas), retraso del crecimiento, concurrente con la evidencia de la toxicidad materna. En otro estudio se observaron efectos sobre la reproducción.
En estudios realizados por administración oral y en un estudio con exposición por inhalación en ratones, se produjeron tumores de túbulos renales y, en otros estudios, tumores hepatocelulares y de tiroides siguiendo a un patrón dependiente de la variedad animal y del sexo. En un estudio en perros no se observó aumento de la incidencia de tumores.
Los estudios in vitro e in vivo actuales concluyen que el efecto carcinogénico del cloroformo es debido a mecanismos no genotóxicos y dependientes del daño crónico de los tejidos.
La exposición ocupacional al cloroformo puede ocurrir durante su producción y uso como disolvente. La población general puede estar expuesta por su presencia en el agua potable tratada con hipoclorito de sodio (vulgarmente llamado "cloro"), en el aire y en algunos alimentos.
También se han realizado estudios epidemiológicos de exposición profesional al cloroformo. Estos indican que a concentraciones del orden de 20 a 80 ppm los trabajadores sufren cefaleas, laxitud y molestias digestivas. A concentraciones superiores a 200 ppm se han descrito esos síntomas, junto con una mayor incidencia de hepatomegalia. También se han descrito brotes de ictericia tóxica en trabajadores expuestos a cloroformo.
Dos estudios de cohortes relacionaron el desarrollo de cáncer con la calidad del agua potable. Uno de ellos mostró un exceso de mortalidad por cánceres de hígado y mama en asociación a la cloración del agua, mientras que el otro mostró un aumento de los riesgos para el cáncer de colon, de pulmón y melanoma de piel asociada a las concentraciones de cloroformo en el agua potable.
Ocho estudios de casos y controles mostraron asociación con el cáncer de vejiga en relación con el cloro (hipoclorito de sodio) del agua potable en Estados Unidos. En cinco de ellos se obtuvieron resultados significativos, pero con poca consistencia en la definición del patrón de riesgo en los subgrupos definidos por sexo o por las medidas de consumo de cloroformo. En dos de ellos se observaron tendencias crecientes significativas en el riesgo de cáncer de vejiga.
Siete estudios de casos y controles abordan el riesgo del cáncer de intestino grueso en asociación con el consumo de agua clorada. En dos de estos estudios se evaluó la exposición a los trihalometanos. Dos estudios mostraron una asociación significativa con el cáncer rectal. Sin embargo, los resultados fueron inconsistentes en relación con el lugar del intestino grueso y al sexo, y la calidad de los estudios era muy variable.
La exposición al cloroformo en el lugar de trabajo se abordó en dos estudios de casos y controles. El estudio sobre el cáncer de cerebro dio resultados negativos. El otro estudio incluye varios lugares (pero no el cerebro) y mostró asociaciones con el cáncer de próstata y de cáncer de pulmón, pero no se observó asociación con el cáncer de vejiga.
La presencia de varios subproductos de la cloración, como los trihalometanos, es probable que estén altamente correlacionados con el desarrollo de un proceso cancerígeno. El cloroformo es el más ubicuo, el otro subproducto por lo tanto, puede actuar como factor de confusión en los estudios de exposición al agua clorada. Además, las fuentes importantes de cloroformo que no sean el agua de bebida fueron ignoradas en la mayoría de los estudios.
Actualmente los estudios sobre la carcinogenicidad del cloroformo inducen a pensar que este podría tratarse de un agente cancerígeno. Por ello, el cloroformo debe manipularse como un carcinógeno, es decir, hay que extremar las precauciones.

## Tratamiento de la intoxicación
En vista de que el cloroformo sufre conjugación mercaptúrica en su paso por el organismo, algunos autores proponen a la N-acetilcisteína como un posible tratamiento de las intoxicaciones con cloroformo. La N-acetilcisteína, por su capacidad de inhibir la formación de radicales libres generados por el cloroformo y sus metabolitos, ha presentado efectividad en algunos casos en el tratamiento de intoxicaciones por cloroformo, incluso combinado con otros antioxidantes naturales, como la vitamina E.